# Lohusuu
Lohusuu era un comune rurale dell'Estonia nord-orientale, nella contea di Jõgevamaa (prima del 2017 faceva parte della contea di Ida-Virumaa). Il centro amministrativo del comune era l'omonimo borgo (in estone alevik).
Nel 2017 è stato inglobato nel comune di Mustvee.

## Località
Oltre al capoluogo, il comune comprende 9 località (in estone küla):
Jõemetsa - Kalmaküla - Kärasi - Ninasi - Piilsi - Raadna - Separa - Tammispää - Vilusi